# Liste der Herrscher von Sri Lanka

## Könige von Sri Lanka
Die Insel bzw. das Königreich trug im Verlauf der Jahrhunderte verschiedene Namen, darunter Laṃkā, Tāmraparnī, Singhala, Silan und Sarandib; mehr dazu im Artikel Sri Lanka.
- Vijaya 543–505 v. Chr.[1] in Tambapanni
- Interregnum 505–504 v. Chr.
- Panduvasudeva 504–474 v. Chr. in Vijitapura
- Abhaya 474–454 v. Chr.
- Interregnum 454–437 v. Chr.
- Pandukabhaya 437–367 v. Chr. in Anuradhapura
- Mutasiva 367–307 v. Chr.
- Devanampiya Tissa 307–267 v. Chr.
- Uttiya 267–257 v. Chr.
- Mahasiva 257–247 v. Chr.
- Suratissa 247–237 v. Chr.
- Sena oder Guttika 237–215 v. Chr.
- Asela 215–205 v. Chr.
- Elara 205–161 v. Chr., tamilischer König
- Dutthagamani 161–137 v. Chr.
- Saddha Tissa 137–119 v. Chr.
- Thulatthana 119 v. Chr.
- Lanja Tissa 119–109 v. Chr.
- Khallata Naga 109–104 v. Chr.
- Vattagamani Abhaya 104 v. Chr.
- Tamilische Herrschaft 104–88 v. Chr.
- Vattagamani Abhaya 88–76 v. Chr.
- Mahachuli Mahatissa 76–62 v. Chr.
- Chorenaga 62–50 v. Chr.
- Kuda Tissa 50–47 v. Chr.
- Siva (Sri Lanka) 47 v. Chr.
- Vatuka 47 v. Chr.
- Darubhatika Tissa 47 v. Chr.
- Niliya 47 v. Chr.
- Anula 47–42 v. Chr.
- Kutakanna Tissa 42–20 v. Chr.
- Bhatikabhaya Abhaya 20–9 v. Chr.
- Mahadathika Mahanaga 9 v. Chr.–21
- Amandagamani Abhaya 21–30
- Kanirajanu Tissa 30–33
- Chulabhaya 33–35
- Sivali 35
- Interregnum 35–38
- Ilanaga 38–44
- Chandamukha 44–52
- Yassalalaka Tissa 52–60
- Subha 60–66
- Vasabha 66–110
- Vankanasika Tissa 110–113
- Gajabahu I. 113–135
- Mahallaka Naga 135–141
- Bhatika Tissa 141–165
- Kanittha Tissa 165–193
- Khujjanaga 193–195
- Kunchanaga 195–196
- Sirinaga I. 196–215
- Voharika Tissa 215–237
- Abhayanaga 237–245
- Sirinaga II. 245–247
- Vijaya Kumara 247–248
- Sangha Tissa I. 248–252
- Sirisamghabodhi 252–254
- Gathabhaya 254–267
- Jettha Tissa I. 267–277
- Mahasena 277–304
- Sirimeghavanna 304–332
- Jettha Tissa II. 332–341
- Buddhadasa 341–370
- Upatissa I. 370–410
- Mahanama 410–428
- Mittasena 428–429
- Tamilische Herrschaft 429–459
- Dhatusena 459–477
- Kassapa I. 477–491
- Moggallana I. 491–508 in Anuradhapura
- Kumara Dhatusena 508–516
- Kittisena 516–517
- Siva 517
- Upatissa II. 517–518
- Silakala Ambosamanera 518–531
- Dathappabhuti 531
- Moggallana II. 531–551
- Kittisirimegha 551–569
- Mahanaga 569–571
- Aggabodhi I. 571–604
- Aggabodhi II. 604–614
- Sangha Tissa 614
- Moggallana III. 614–619
- Silameghavanna 619–628; Beginn der Pallava-Dynastie
- Aggabodhi III. Sirisanghabodhi 628
- Jettha Tissa III. 628–629
- Aggabodhi III. 629–639 erneut
- Dathopa Tissa I. Hatthadpatha 639–650
- Kassapa II. 650–659
- Dappula I. 659
- Dathopa Tissa II. 659–667
- Aggabodhi IV. 667–683
- Datta 683–684
- Hatthadpatha II. 684
- Manavanna 684–718
- Aggabodhi V. 718–724
- Kassapa III. 724–730
- Mahinda I. 730–733
- Aggabodhi VI. 733–772
- Aggabodhi VII. 772–777 in Polonnaruwa
- Mahinda II. Silamegha 777–797 in Anuradhapura
- Dappula II. (oder Udaya I.) 797–801
- Mahinda III. 801–804
- Aggabodhi VIII. 804–815
- Dappula III. 815–831
- Aggabodhi IX. 831–833
- Sena I. 833–853
- Sena II. 853–887
- Udaya II. 887–898
- Kassapa IV. 898–914
- Kassapa V. 914–923
- Dappula IV. 923–924
- Dappula V. 924–935
- Udaya II. 935–938
- Sena III. 938–946
- Udaya III. 946–954
- Sena IV. 954–956
- Mahinda IV. 956–972
- Sena V. 972–982
- Mahinda V. 982–1019
- Kassapa VI. 1019–1040
- Mahalana Kitti 1040–1042
- Vikkama Pandu 1042–1043
- Jagatipala 1043–1046
- Parakkama Pandu 1046–1048
- Loka 1048–1054
- Kassapa VII. 1054–1055
- Vijaya Bahu I. 1055–1110
- Jayabahu I. 1110–1111
- Vikkama Bahu I. 1111–1132
- Gajabahu II. 1132–1153
- Parakrama Bahu I. 1153–1186
- Vijaya Bahu II. 1186–1187
- Mahinda VI. 1187
- Nishshankamalla 1187–1196
- Vikkamabahu II. 1196
- Chodaganga 1196–1197
- Lilavati 1197–1200 (erste Regentschaft)
- Sahassamalla 1200–1202
- Kalyanavati 1202–1208
- Dharmashoka 1208–1209
- Anikanga Mahadipada 1209
- Lilavati 1209–1210 (zweite Regentschaft)
- Lokissara 1210–1211
- Lilavati 1211–1212 (dritte Regentschaft)
- Parakrama Pandu 1212–1215
- Magha 1215–1236, Kalinga-König
- Vijayabahu III. 1236
- Parakramabahu II. 1236–1270
- Vijayabahu IV. 1270–1272
- Bhuvanaikabahu I. 1272–1285
- Interregnum 1285–1287
- Parakramabahu III. 1287–1293 (Marco Polo besucht ihn 1292)
- Bhuvanaikabahu II. 1293–1302 in Kurunagala
- Parakramabahu IV. 1302–1326
- Bhuvanaikabahu III. 1326–1335
- Vijayabahu V. 1335–1341
- Bhuvanaikabahu IV. 1341–1351 in Gambola
- Parakramabahu V. 1344–1359 in Dedigama
- Vikramabahu III. 1357–1374 in Gambola
- Bhuvanaikabahu V. 1372–1408 in Gambola
- Parakrama Bahu VI. 1408–1467 in Kotte
- Jayabahu II. 1467–1470 in Kotte
- Bhuvanaikabahu VI. 1470–1478
- Parakramabahu VII. 1478–1484
- Parakramabahu VIII. 1484–1508
- Portugiesische Invasion 1505
- Vijayabahu VI. 1508–1521
- Bhuvanaikabahu VII. 1521–1543
- Dharmapala 1543–1597

## Könige von Kandy
Bedroht durch europäische Kolonialmächte verlegten die singhalesischen Könige ihre Residenz nach Kandy.
- Vimala Dharma Surya I. 1590–1604
- Senarat 1604–1635
- Rajasingha II. 1635–1687
- Vimala Dharma Surya II. 1687–1707
- Narendra Sinha 1707–1739
- Vijaya Rajasinha 1739–1747
- Kirtisri 1747–1781
- Rajadhirarajasinha 1781–1798
- Sri Vikrama Rajasinha 1798–1815

## Könige von Portugal und Generalkapitäne von Ceilaõ
Die Portugiesischen Kolonialherren nannten die Insel Ceilaõ.
- Philipp I. 1580–1598
- Philipp II. 1598–1621
- Pedro Lopos de Sousa 1594
- Jeronimo de Azevedo 1594–1613
- Francisco de Meneses 1613–1614
- Manuel Mascarenhas Homem 1614–1616
- Nuno Álvares Pereira 1616–1618
- Constantino de Sa de Noronha 1618–1622
- Philipp III. 1621–1640
- Jorge do Albuquerque 1622–1623
- Constantino de Sa do Noronha 1623–1630
- Philippe Mascarenhas 1630–1631
- Jorge de Almeida 1631–1633
- Diego de Mello de Castro 1633–1635
- Jorge de Almeida 1635–1636
- Diogo de Mello de Castro 1636–1638
- Antonio Mascarenhas 1638–1640
- Johann IV. 1640–1645
- Philippe Mascarenhas 1640–1645
- Manuel Mascarenhas Homem 1645–1653
- Francisco de Mello de Castro 1653–1655
- Antonio de Sousa Coutinho 1655–1656
- Antonio de Amaral de Menezes 1656–1658 in Jaffna

## Niederländische Gouverneure von Ceylon
Unter niederländischer und später britischer Fremdherrschaft wurde die Insel Ceylon genannt.
- William J. Coster 1640
- Jan Thyszoon Payart 1640–1646
- Joan Maetsuycker 1646–1650
- Jacob van Kittensteyn 1650–1653
- Adriaan van der Meyden 1653–1660 und 1661–1663
- Ryklof van Goens 1660–1661 und 1663
- Jacob Hustaart 1663–1664
- Ryklof van Goons 1664–1675
- Ryklof van Goens Jr. 1675–1679
- Laurens Pyl 1679–1692
- Thomas van Rhee 1692–1697
- Gerrit de Heere 1697–1702
- Cornelis Jan Simons 1702–1706
- Hendrik Becker 1706–1716
- Isaac Augustin Rumpf 1716–1723
- Johannes Hertenberg 1723–1726
- Petrus Vuyst 1726–1729
- Stephanus Versluys 1729–1732
- Jacob Christian Pielat 1732–1734
- Diederik van Domburg 1734–1736
- Gustaaf Willem van Imhoff 1736–1739
- Willem Maurits Bruyninck 1739–1742
- Daniel Overbeek 1742–1743
- Julius Valentin van Gollenesse 1743–1751
- Gerard Joan Vreeland 1751–1752
- Johan Gideon Loten 1752–1757
- Jan Schreuder 1757–1762
- L. J. Baron van Eck 1762–1705
- Iman Wilhelm Falck 1765–1785
- Willem J. van de Graaff 1785–1794
- Johann Gerhard von Angelbeek 1794–1796

## Britische Gouverneure von Ceylon
- Der Gouverneur von Madras  1796–1798
- Frederick North, 5. Earl of Guilford 1798–1805
- Sir Thomas Maitland 1805–1812
- Sir Robert Brownrigg, 1. Baronet 1812–1822
- Sir Edward Paget 1822–1824
- Sir Edward Barnes 1824–1831
- Sir Robert John Wilmot-Horton, 3. Baronet 1831–1837
- James Alexander Stewart-Mackenzie 1837–1841
- Sir Colin Campbell 1841–1847
- George Byng, 7. Viscount Torrington 1847–1850
- Sir George William Anderson 1850–1855
- Sir Henry George Ward 1855–1860
- Sir Charles Justin MacCarthy 1860–1865
- Sir Hercules Robinson, 1. Baron Rosmead 1865–1872
- Sir William Henry Gregory 1872–1877
- Sir James Robert Longden 1877–1883
- Sir Arthur Hamilton-Gordon 1883–1890
- Sir Arthur Elibank Havelock 1890–1896
- Sir Joseph West Ridgeway 1896–1903
- Sir Henry Arthur Blake 1903–1907
- Sir Henry Edward McCallum 1907–1913
- Sir Robert Chalmers 1913–1916
- Sir John Anderson 1916–1918
- Sir William Henry Manning 1918–1925
- Sir Hugh Charles Clifford 1925–1927
- Sir Herbert James Stanley 1927–1931
- Sir Graeme Thomson 1931–1933
- Sir Reginald Edward Stubbs 1933–1937
- Sir Andrew Caldecott 1937–1944
- Sir Henry Monck-Mason Moore 1944–1948

## Staatsoberhäupter des Dominion Ceylon
1948 wurde Ceylon in die Unabhängigkeit entlassen, wobei der Staat im Commonwealth den britischen Monarchen als Staatsoberhaupt behielt. 
| Name          | Beginn der Amtszeit | Ende der Amtszeit |
| ------------- | ------------------- | ----------------- |
| Georg VI.     | 4. Februar 1948     | 6. Februar 1952   |
| Elisabeth II. | 6. Februar 1952     | 22. Mai 1972      |

### Generalgouverneure des Dominion Ceylon

Flagge des Generalgouverneurs von Ceylon (1948–1952)

Flagge des Generalgouverneurs von Ceylon (1952–1972)

Der Monarch bzw. die Monarchin wurde durch einen Generalgouverneur vertreten.
| Name                    | Beginn der Amtszeit | Ende der Amtszeit |
| ----------------------- | ------------------- | ----------------- |
| Henry Monck-Mason Moore | 4. Februar 1948     | 6. Juli 1949      |
| Herwald Ramsbotham      | 6. Juli 1949        | 17. Juli 1954     |
| Oliver Goonetilleke     | 17. Juli 1954       | 2. März 1962      |
| William Gopallawa       | 2. März 1962        | 22. Mai 1972      |

## Präsidenten von Sri Lanka

Flagge des Präsidenten von Sri Lanka

Mit der Umwandlung des Landes in eine Republik am 22. Mai 1972 erfolgte auch die Umbenennung in Sri Lanka.
| Name                               | Beginn der Amtszeit | Ende der Amtszeit  | Partei |
| ---------------------------------- | ------------------- | ------------------ | ------ |
| William Gopallawa                  | 22. Mai 1972        | 4. Februar 1978    | -      |
| Junius Richard Jayawardene         | 4. Februar 1978     | 2. Januar 1989     | UNP    |
| Ranasinghe Premadasa               | 2. Januar 1989      | 1. Mai 1993        | UNP    |
| Dingiri Banda Wijetunga            | 1. Mai 1993         | 12. November 1994  | UNP    |
| Chandrika Bandaranaike Kumaratunga | 12. November 1994   | 19. November 2005  | SLFP   |
| Mahinda Rajapaksa                  | 19. November 2005   | 9. Januar 2015     | SLFP   |
| Maithripala Sirisena               | 9. Januar 2015      | 18. November 2019  | SLFP   |
| Gotabaya Rajapaksa                 | 18. November 2019   | 14. Juli 2022      | SLPP   |
| Ranil Wickremesinghe               | 14. Juli 2022       | 23. September 2024 | UNP    |
| Anura Kumara Dissanayake           | 23. September 2024  |                    | JVP    |